# Yacout El-Soury
Yacout El-Soury   (Egipte, valor desconegut - Alexandria, 2 de juliol de 1987) fou un futbolista egipci de la dècada de 1930.
Fou internacional amb la selecció d'Egipte amb la qual participà en la Copa del Món de futbol de 1934.
Pel que fa a clubs, destacà a El-Ittihad Alexandria.